# Miguel Aguirrezabala
Miguel Ángel Aguirrezabala Vázquez, noto semplicemente come Miguel Aguirrezabala (Paso de los Toros, 23 febbraio 1970), è un ex giocatore di calcio a 5 e giocatore di beach soccer uruguaiano.

## Carriera
Come massimo riconoscimento in carriera vanta la partecipazione - come capitano della nazionale maschile di calcio a 5 dell'Uruguay - al FIFA Futsal World Championship 2000 in cui la selezione sudamericana, qualificata come terza della zona CONMEBOL, è stata eliminata nel girone di primo turno comprendente Paesi Bassi, Egitto e Thailandia. Successivamente, Aguirrezabala ha giocato con la nazionale di beach soccer con cui ha vinto la medaglia di bronzo alla Coppa del Mondo del 2007.